# Montouhotep Resséneb
Pour les articles homonymes, voir Montouhotep.
Montouhotep Resséneb est un gouverneur d'Éléphantine pendant le règne de Néferhotep Ier.
Son titre de « gouverneur et directeur du temple » (ḥȝty-ˁ j'y-r ḥwt-nṯr) est sur la stèle Bologne KS 1930 ainsi que les noms de sa femme Satethotep (nbt pr), de sa belle-mère Gaoutanouqet et de ses fils Tchéni-Renséneb « prêtre-lecteur d'Anubis » (ẖry-ḥb n Jnpw) et Tchéni-Imény « fils du gouverneur » (sȝ ḥȝty-ˁ) mais pas celui de son père.
La stèle Bologne KS 1930 est signée au bas par Iouefeniersen « dessinateur » (sš qdwt) et Inadjout « sculpteur » (gnwty) qui ont également signé plusieurs autres stèles.